# Haladásért
a Haladásért (lettül Attīstībai/Par!) egy politikai szövetség Lettországban. A koalíciót 2018 áprilisában, a választások előtt hozták létre, majd a párt a 2018-as parlamenti választásokon a negyedik helyen végzett a Harmónia, a Kié az ország? és az Új Konzervatív Párt mögött. A választások után tagja lett a Kariņš-kormánynak.

## Választási eredmények
| Választás éve | Szavazatok száma | Szavazatok aránya | Mandátumok száma | Parlamenti státusz |
| ------------- | ---------------- | ----------------- | ---------------- | ------------------ |
| 2018          | 101 685          | 12,12%            | 13               | kormánypárt        |
| 2022          | 45 452           | 4,97%             | 0                | nem jutott be      |

| Választás éve | Szavazatok száma | Szavazatok aránya | Mandátumok száma |
| ------------- | ---------------- | ----------------- | ---------------- |
| 2019          | 58 763           | 12,49%            | 1                |